# Tullia d'Aragon
Tullia d'Aragon, en italien Tullia d'Aragona (Rome, v. 1510 - Rome, 1556), est une femme écrivaine, poétesse, philosophe néoplatonicienne et courtisane italienne du XVIe siècle. Elle est l'auteur d'un dialogue De l'Infinité d'amour.

## Biographie
Tullia d'Aragona a été une célèbre courtisane, écrivain, poétesse et philosophe. Elle avait une fille, Penelope d'Aragona, née en 1535, et un fils, Celio, issu de son mariage avec Silvestro Guiccardi.
Tullia est née à Rome vers 1510 et est elle-même la fille d'une courtisane, Ferrarese Giulia qui était considérée comme « la plus célèbre beauté de son époque ». L'identité de son père est inconnue même si les soupçons se portent sur le cardinal Luigi d'Aragona, qui était lui-même le petit-fils illégitime de Ferdinand Ier de Naples.
Tullia a été instruite par le Cardinal et s'est révélée être un enfant prodige qui a surpris même les « invités » de sa mère.

### Caractéristiques
La renommée et le succès de Tullia, qui était la plus célèbre courtisane de la Renaissance, n'ont pas été entravés par le fait qu'elle n'était pas physiquement attrayante, à savoir, petite, râblée et blonde, à une époque où l'Italie de la Renaissance appréciait d'autres canons de la beauté.
Petite, bossue avec de grandes lèvres minces et un nez crochu, les lacunes de son physique ont été apparemment très facilement compensées[non neutre] par son intelligence et sa ruse, de telle sorte que les hommes puissants et poètes renommés sont tombés amoureux d'elle et que le peuple la considéra comme une célébrité.

### Les années romaines
Après la mort du cardinal en 1519, Tullia passa sept ans à Sienne avant de retourner à Rome en 1526.
Entrée dans le monde où sévissait la prostitution à l'âge de 18 ans, elle se positionna sur le marché comme une « courtisane intellectuelle » et a atteint le sommet de la hiérarchie en à peine 3 ou 4 ans. Cela n'était pas dû seulement à ses capacités à « divertir » mais surtout à une solide connaissance de la mode et son choix de renoncer aux excès de l'époque qui étaient la marque de sa simplicité.
Elle a été souvent vue en compagnie de poètes, comme Sperone Speroni.
Les documents disponibles indiquent que Tullia a été très mobile et se trouvait à Bologne en 1529, où le pape Clément VII et Charles Quint étaient engagés dans des négociations après le sac de Rome en 1527.
En 1531, elle a séduit Filippo Strozzi, un magnat de la banque florentine, qui a été célèbre en Italie pour avoir « croqué » la plus belle courtisane de l'époque, Camilla Pisana. Tullia avait approché Strozzi à un tel degré qu'elle avait connaissance de secrets d'état, ce qui la fit rappeler à Florence.
Parmi ses autres amants, Emilio Orsini avait créé pour elle une compagnie de six cavaliers afin de protéger son honneur.

### Les années vénitiennes
À l'âge de trente ans, Tullia déménagea à Venise, la ville où la compétition était la plus acharnée d'Europe, avec à l'époque près de 100 000 courtisanes, ce qui ne l'empêcha pas de séduire le meilleur poète de la ville Bernardo Tasso.
En 1537, Tullia vivait à Ferrare qui était à l'époque la capitale des arts et de la culture et c'est là que ses compétences pour les relations publiques atteignirent leur apogée et elle conquit la ville avec son extravagance, le chant et les divertissements. Deux géants de la littérature italienne, Girolamo Muzio et Ercole Bentivoglio, tombèrent simultanément amoureux d'elle. Muzio écrivit pour elle cinq ardents églogues en la désignant par Thalia, tandis que Bentivoglio alla jusqu'à graver le nom de Tullia sur chaque arbre de la rivière Pô. Quand quatre ans plus tard elle quitta Ferrare, plus d'un homme tenta de se suicider pour elle.
En 1543, elle épousa Silvestro Guiccardi de Ferrare. Ce mariage lui permit d'obtenir des somptueuse résidences, des toilettes et de surmonter les restrictions supportées jusque-là.
En 1545 - 1546, Tullia fuit les troubles de Sienne et arriva à Florence, où elle devint préposée à la cour de Cosme Ier, grand-duc de Toscane.
Là elle rédigea les Dialogues sur l'infini de l'amour (1547), qui est une étude néoplatonicienne avec l'affirmation des femmes, l'autonomie sexuelle et affective dans les échanges de l'amour romantique.
Au cours des siècles précédents, la cour des Médicis avait parrainé une relance du Néoplatonisme, en particulier Marsile Ficin, qui avait également écrit sur la nature du désir sexuel et l'amour.
Dans le même temps, elle écrivit une série de sonnets qui encensaient les éminentes qualités de la noblesse florentine de l'époque et célébraient ses contemporains littérateurs.
Sa dernière œuvre, Il Meschino, est un poème épique, qui concerne les expériences d'un jeune captif, Giarrino, qui a été réduit en esclavage et a voyagé à travers l'Europe, l'Afrique, l'Asie, ainsi que le Purgatoire et l'Enfer, en essayant de retrouver ses parents.
Assumant ses quarante ans et sans prétendre à la beauté, Tullia entreprit avec succès une campagne pour assurer son mode de vie d'alors. Son objectif était la fine fleur intellectuelle florentine, Benedetto Varchi, qu'elle « bombarda » de sonnets flatteurs qui finit par succomber à ses avances suivi rapidement par le reste de l'élite culturelle. Tullia transforma sa maison en une école philosophique de cognoscenti et continua à prospérer comme « écrivain sérieux ».
Après cela, Tullia retourna à Rome où elle mourut en 1556.
Après sa mort, des éditions posthumes de son œuvre parurent en italien (1552, 1694, 1864, 1912, 1974, 1975 et 1980).
Avec l'émergence de la deuxième vague du féminisme dans les années 1970 et années 1980, ses thèmes créatifs et académiques ont trouvé de nouveaux adeptes.
Son travail a été récemment remis à jour par l'Université de Chicago dans la série Thee Other Voice in Early Modern Europe qui traite des textes des femmes auteurs de la Renaissance, ainsi que des hommes partisans de l'émancipation des femmes de cette époque. Une anthologie de sa poésie et de sa prose a été réimprimée.

## Philosophie de l'amour
Tullia d'Aragon est l'auteur d'un dialogue De l'Infinité d'amour, d'obédience néoplatonicienne.

## Féminisme
À une époque où la pensée intellectuelle était confinée à l'homme et que la beauté du monde était considérée comme correspondant à la bonté intérieure, Tullia a été décriée comme une femme qui a profané les idéaux esthétiques, les limites de son sexe et de sa profession.
Dans une attitude typiquement féministe et avant-gardiste, elle a écrit à partir de la prémisse que les hommes et les femmes sont fondamentalement égaux. À une époque où l'Église catholique était la seule institution légitime religieuse en Italie, elle a prôné la liberté de pensée et la liberté de parole en écrivant : « Oui, mais je vais vous dire quelque chose de très vrai, lorsque l'on parle de notre monde mortel, ce n'est vraiment pas acceptable d'introduire des éléments de la divinité, parce que ce dernier est si parfait que nous ne serons jamais capables de comprendre, et chaque individu est habilité à prononcer sa propre opinion à ce sujet. ».
Elle a été dénoncée aux autorités trois fois. Deux fois elle a réussi à s'en sortir grâce à ses relations avec les puissants et ses amis bien placés. La troisième fois, elle a dû faire appel à une duchesse de Florence, afin d'être sauvée de la honte.

## Œuvres

### Publications
- Dialogo dell'Infinità d'Amore, (Dialogues sur l'infini de l'amour) (1547).

### Poèmes
- Il Meschino, o il Guerino (1560).
- Rime della signora Tullia d'Aragona e di diversi a lei (1547).

## Sources
- (en) Cet article est partiellement ou en totalité issu de l’article de Wikipédia en anglais intitulé « Tullia d'Aragona » (voir la liste des auteurs).